# Stars League de Catar 2019-20
La temporada 2019-20 fue la edición número 47 de la Liga de fútbol de Catar, el campeonato de la máxima categoría del fútbol de Catar. La temporada comenzó el 21 de agosto de 2019 y terminó el mismo día del 2020
El Al-Sadd SC parte como el campeón defensor, luego de obtener su decimocuarto título.

## Equipos participantes
El club Al-Wakrah SC fue promovido de la Segunda División de Catar 2018-19. Sustituyó al club Al-Kharitiyath SC.

### Ciudades y estadios
| Pos.   | Equipo          | Ciudad       | Estadio                      | Capacidad |
| ------ | --------------- | ------------ | ---------------------------- | --------- |
| 1      | Al-Sadd SC      | Doha         | Estadio Jassim Bin Hamad     | 12946     |
| 2      | Al-Duhail SC    | Doha         | Estadio Abdullah bin Khalifa | 9000      |
| 3      | Al-Sailiya SC   | Doha         | Estadio Al-Ahli              | 12000     |
| 4      | Al-Rayyan SC    | Al-Rayyan    | Estadio Ahmed bin Ali        | 21282     |
| 5      | Al-Ahli Doha    | Doha         | Estadio Al-Ahli              | 12000     |
| 6      | Al-Arabi SC     | Doha         | Estadio Grand Hamad          | 13000     |
| 7      | Al-Shahaniya SC | Al Shahaniya | Estadio Grand Hamad          | 13000     |
| 8      | Al-Gharafa SC   | Doha         | Estadio Al-Gharafa           | 21175     |
| 9      | Umm Salal SC    | Doha         | Estadio Qatar SC             | 15000     |
| 10     | Al-Khor SC      | Al-Khor      | Estadio Al-Khor              | 12000     |
| 11     | Qatar SC        | Doha         | Estadio Qatar SC             | 15000     |
| 1 (SD) | Al-Wakrah SC    | Al Wakrah    | Estadio Al Janoub            | 40000     |

## Tabla de posiciones
Actualizado el 21 de agosto de 2020.
| Pos. | Equipo               | PJ | PG | PE | PP | GF | GC | DG  | Pts. | Clasificado a                                            |
| ---- | -------------------- | -- | -- | -- | -- | -- | -- | --- | ---- | -------------------------------------------------------- |
| 1    | Al-Duhail SC (C) (Q) | 22 | 16 | 4  | 2  | 38 | 16 | +22 | 52   | Campeón, Liga de Campeones 2021 y Mundial de Clubes 2020 |
| 2    | Al-Rayyan SC (Q)     | 22 | 15 | 6  | 1  | 40 | 14 | +26 | 51   | Liga de Campeones 2021                                   |
| 3    | Al-Sadd SC (Q)       | 22 | 14 | 3  | 5  | 51 | 29 | +22 | 45   | Liga de Campeones 2021                                   |
| 4    | Al-Gharafa SC        | 22 | 10 | 6  | 6  | 34 | 29 | +5  | 36   | Play-offs de la Liga de Campeones 2021                   |
| 5    | Al-Sailiya SC        | 22 | 8  | 5  | 9  | 22 | 25 | -3  | 29   |                                                          |
| 6    | Al-Wakrah SC         | 22 | 7  | 6  | 9  | 28 | 31 | -3  | 27   |                                                          |
| 7    | Al-Arabi SC          | 22 | 6  | 8  | 8  | 27 | 28 | -1  | 26   |                                                          |
| 8    | Qatar SC             | 22 | 4  | 8  | 10 | 18 | 26 | -8  | 20   |                                                          |
| 9    | Al-Ahli Doha         | 22 | 5  | 5  | 12 | 24 | 36 | -12 | 20   |                                                          |
| 10   | Umm Salal SC         | 22 | 3  | 9  | 10 | 18 | 37 | -19 | 18   |                                                          |
| 11   | Al-Khor SC (Q)       | 22 | 3  | 8  | 11 | 25 | 35 | -10 | 17   | Play-off del descenso                                    |
| 12   | Al-Shahaniya SC (D)  | 22 | 2  | 10 | 10 | 24 | 43 | -19 | 16   | Segunda División 2020-21                                 |

## Play-off del descenso
El partido de promoción y descenso se jugó el 28 de agosto. El ganador jugará la Stars League de Catar 2020-21 y el perdedor jugará la Segunda División de Catar 2020-21.
|  | Al-Khor SC                               | 2:0 (0:0) (t. s.) | Al-Markhiya SC | Estadio Al Khor, Jor                                            |                                                                 |
|  | Ahmen Hamoudan 99' · Abdulla Nasser 112' | Reporte           |                | Asistencia: 0 espectadores Árbitro(s): Khamis Mohamed Al Kuwari | Asistencia: 0 espectadores Árbitro(s): Khamis Mohamed Al Kuwari |